# Małe Wyspy Sundajskie Zachodnie
Małe Wyspy Sundajskie Zachodnie (indonez. Nusa Tenggara Barat – NTB) – prowincja w Indonezji obejmująca zachodnią część archipelagu Małe Wyspy Sundajskie (granicę stanowi cieśnina Sape) z wyjątkiem wyspy Bali, która tworzy odrębną prowincję. Powierzchnia 20 153,15 km²; ponad 5,3 mln mieszkańców (2020); stolica Mataram. Dzieli się na 2 okręgi miejskie i 7 dystryktów.
Największymi wyspami są Lombok i Sumbawa; prowincja obejmuje także szereg mniejszych wysp.
Podstawą gospodarki jest turystyka; poza tym rolnictwo (ryż, kukurydza, orzechy kokosowe, olej palmowy, kauczuk, kakao, herbata); rybołówstwo (tuńczyki, krewetki); wydobycie ropy naftowej, gazu ziemnego, rud ołowiu; przemysł spożywczy, drzewny, petrochemiczny.
Główne miasta: Mataram, Bima.